# Rain (canción de Erasure)
Rain es el quinto EP publicado del dueto inglés de música electrónica Erasure, lanzado en 1997.
Este sencillo es una canción compuesta por Vince Clarke y Andy Bell.

## Descripción
Rain fue el tercer corte de difusión del álbum Cowboy. Este EP debido a su duración extendida, no fue elegible para el ranking británico. También se lo conoció como Rain Plus, debido a que es el nombre que aparece en portada.

## Lista de temas
| CD EP (CDLPMUTE208) 1. «Rain» (Al Stone Mix) 4:08 2. «In My Arms» (BBE Mix) 4:18 3. «First Contact» (Vocal Mix) 6:03 4. «Rain» (Live in San Francisco) 5:26 5. «Sometimes» (Live in Oxford) 3:26 6. «Love To Hate You» (Live in Oxford) 4:05 7. «Rain» (Jon Pleased Wimmin Vocal Mix) 6:52 8. «Sometimes» (John "00" Fleming's Full Vocal Club Mix) 7:06 9. «In My Arms» (Dekkard Vocal) 8:53 10. «Rain» (Blue Amazon Twisted Circles Mix) 12:47 11. «First Contact» (Instrumental Mix) 6:03 Vinilo EP (LPMUTE208) - A1 «Rain» (Blue Amazon Twisted Circles Mix) 12:47 - A2 «In My Arms» (Dekkard Dub) 7:27 - B1 «Sometimes» (John "00" Fleming's Full Vocal Club Mix) 7:06 - B2 «Sometimes» (John "00" Fleming's Give It Some Welly Dub Mix) 7:02 - C1 «Rain» (Jon Pleased Wimmin Vocal Mix) 6:52 - C2 «Rain» (Jon Pleased Wimmin Vocal Dub) 8:37 - D1 «First Contact» (Instrumental Mix) 6:03 - D2 «In My Arms» (BBE Mix) 4:18 | CD Sencillo (INT884697-2) 1. «Rain» (Al Stone Mix) 8:37 2. «Rain» (Jon Pleased Wimmin Vocal Mix) 12:47 3. «In My Arms» (Dekkard's Dub) 7:06 4. «First Contact» (Vocal Mix) 6:03 CD Sencillo (INT884760-2) 1. «Rain» (Jon Pleased Wimmin Vocal Dub) 8:37 2. «Rain» (Blue Amazon Twisted Circles Mix) 12:47 3. Sometimes (John "OO" Fleming's Full Vocal Club Mix) 7:06 4. «First Contact» (Instrumental Mix) 6:03 Vinilo Promo (P12MUTE208) - A1 «Rain» (Blue Amazon Twisted Circles Mix) 12:47 - A2 «In My Arms» (Dekkard Dub) 7:27 - B1 «Sometimes» (John "00" Fleming's Full Vocal Club Mix) 7:06 - B2 «Sometimes» (John "00" Fleming's Give It Some Welly Dub Mix) 7:02 Vinilo Promo (PL12MUTE208) - A1 «Rain» (Jon of the Pleased Wimmin Vocal Mix) 6:52 - A2 «Rain» (Jon of the Pleased Wimmin Dub) 8:37 - B1 «Sometimes» (John "00" Fleming's Full Vocal Club Mix) 7:06 - B2 «In My Arms» (BBE Mix) 4:18 |

## Créditos
Los demás temas de este EP son diferentes versiones remixadas y en vivo de In My Arms, Sometimes y Love to Hate You, todos escritos por Clarke y Bell.

Cuenta también con First Contact, un tema nuevo en versiones instrumental y cantada. Por primera vez, Andy Bell y Vince Clarke compartieron la autoría de un tema, con su productor recurrente Gareth Jones y el dúo de productores Phil Harding y Ian Curnow, por lo que los créditos de First Contact figuran como (Clarke/Bell/Harding/Curnow/Jones).

## Datos adicionales
En el álbum Buried Treasure se encuentra el demo de Rain.

First Contact fue realizado con intención de formar parte de la banda sonora de la película Star Trek: First Contact, de hecho incluye la frase "Resistance is futile" ("Resistirse es inútil"), usada por la raza Borg de aquella saga. Finalmente no fue utilizada en la película.